# Sara Burgerhart
Sara Burgerhart (titolo originale: De Historie van mejuffrouw Sara Burgerhart, "La storia della signorina Sara Burgerhart") è un romanzo epistolare scritto da Betje Wolff e Aagje Deken, pubblicato nell'anno 1782. 
Sara Burgerhart è un libro tipico del periodo in cui fu pubblicato, l'Illuminismo. La protagonista del libro, Sara, aspira a essere una buona cittadina e tutto il romanzo è ispirato al perbenismo e al buonsenso che caratterizzavano la mentalità olandese dell'epoca.
Il libro comprende in totale 175 lettere (di cui 44 inviate da Sara e 35 ricevute da Sara) scritte da 24 persone. Tutte queste persone portano un nome simile al loro carattere, per esempio Burgerhart (cuore borghese), Vredeling (gentile), Redelijk (ragionevole), ecc.
Nella seconda edizione del libro le due scrittrici aggiunsero una prefazione e una postfazione, dove esortavano i lettori a comportarsi bene e a imparare dal racconto. La storia contiene un insegnamento morale e anche questo è tipico dell'Illuminismo.